# Momentary Bliss
«Momentary Bliss» és una cançó de la banda virtual de rock alternatiu Gorillaz amb la col·laboració del raper Slowthai i el duet Slaves. Pertany al projecte audiovisual Song Machine i fou el primer episodi de la websèrie. Es va publicar el 30 de gener de 2020 com a senzill de debut de l'àlbum Song Machine, Season One: Strange Timez.

## Producció
La cançó es va enregistrar a l'estiu de 2019 al Studio 13 de Damon Albarn a Londres. Albarn havia treballat amb el duet Slaves dins el projecte Africa Express, i amb Slowthai en el seu àlbum Nothing Great About Britain, concretament en la cançó «Missing». Gorillaz va presentar el projecte Song Machine amb la intenció de publicar una cançó nova mensualment, amb un total d'onze, però mai va anunciar els col·laboradors a excepció de Remi Kabaka Jr, que va participar en la seva composició.
Albarn utilitzar una interpolació de la tornada de la cançó «Lovely Rita» de The Beatles.
El videoclip es va filmar en l'estudi que Albarn té a West London, i també hi apareixen Slowthai i Slaves. Fou dirigit per Jamie Hewlett, Tim Court i Max Taylor. Es va estrenar el 30 de gener de 2020 i mostra els personatges animats de la banda enregistrant la cançó amb els convidats. Representa la tornada del personatge Murdoc Niccals ja que havia estat absent en l'anterior àlbum de Gorillaz, The Now Now.

## Llista de cançons
| Núm.          | Títol                                         | Durada |
| ------------- | --------------------------------------------- | ------ |
| 1.            | «Machine Bitez #1» (amb 2-D, Murdoc i Russel) | 0:44   |
| 2.            | «Momentary Bliss» (amb Slowthai i Slaves)     | 3:41   |
| 3.            | «Machine Bitez #2» (amb 2-D i Slaves)         | 0:56   |
| 4.            | «Machine Bitez #3» (amb 2-D i Slowthai)       | 1:01   |
| Durada total: | Durada total:                                 | 6:22   |

## Crèdits
Gorillaz
- Damon Albarn – cantant, instrumentació, director, guitarra
- Jamie Hewlett – artwork, disseny de personatges, direcció vídeo
- Remi Kabaka Jr. – programació de percussió

Músics addicionals
- Slowthai – cantant
- Laurence Vincent – guitarra, cantant
- Isaac Holman – bateria, cantant
- Mike Dean – programació de percussió
- Stephen Sedgwick – enginyeria, enginyeria de mescles
- Samuel Egglenton – enginyeria
- John Davis – enginyeria de masterització